# Karl Reinerth
Karl Reinerth (n. 28 ianuarie 1891, Cincu, Comitatul Târnava-Mare – d. 16 noiembrie 1986, Lauffen am Neckar, Baden-Württemberg) a fost teolog protestant german și istoric de origine transilvăneană.

## Viața
Karl Reinerth, fiul pastorului Daniel Reinerth (1852-1900), s-a mutat cu familia la Mediaș, după moartea timpurie a tatălui său, unde și-a finalizat studiile medii. Apoi a terminat studiul teologiei la universitățile din Halle, Berlin și Marburg. Din 1914, el a oferit servicii pastorale în cadrul Bisericii Evanghelice de Confesiune Augustană din Transilvania, iar între 1928 și 1961 a fost pastor la Sibiu. Karl Reinerth s-a mutat apoi în Lauffen am Neckar, unde a murit la 96 de ani.
Karl Reinerth a contribuit cu studii de pionierat la istoria bisericii din Transilvania în perioada Reformei, care sunt rezumate în Die Gründung der evangelischen Kirche in Siebenbürgen (ro: Înființarea bisericii protestante din Transilvania), publicat în 1979 la editura Böhlau.

## Publicații
- Das Brevier der siebenbürgisch-sächsischen Kirche, Honterus-Buchdruck- und Verlagsanstalt der evangelischen Landeskirche A. B. in Rumänien, Hermannstadt 1931. (Breviarul bisericii transilvănene-saxone)
- Astronomie und Todestag Christi, Hermannstadt, 1933. (Astronomia și data morții lui Cristos)
- Aus der Vorgeschichte der siebenbürgisch-sächsischen Reformation, Hermannstadt, 1940. (Din istoria reformei transilvano-saxone)
- Die freie königliche St. Ladislaus-Propstei zu Hermannstadt und ihr Kapitel, Krafft & Drotleff, Hermannstadt-Sibiu 1942. (Prepozitura Sibiului)
- Das Heltauer Missale (Cod. Heltensis Nr. 8/13/m saec. XIV) : eine Brücke zum Lande der Herkunft der Siebenbürger Sachsen, Böhlau Verlag, Köln 1963. (Liturghierul de la Cisnădie (cod Heltensis nr.8 / 13 / m saec XIV): un pod către țara de origine a sașilor transilvăneni)
- Anselmus Ephorinus : zur Frage der humanistisch-reformatorischen Bestrebungen zwischen Krakau - Nürnberg - Basel - Wittenberg und Kronstadt, Oldenbourg, München 1964. (Anselmus Ephorinus: cu privire la aspirațiile reformatoare umaniste dintre Cracovia - Nürnberg - Basel - Wittenberg și Brașov)
- Missale Cibiniense : Gestalt, Ursprung und Entwicklung des Messritus der siebenbürgischsächsischen Kirche im Mittelalter, Böhlau Verlag, Köln 1972. (Missale Cibiniense: forma, originea și dezvoltarea ritului bisericii săsești transilvănene în Evul Mediu)